# Stanisław Aniołkowski
Stanisław Aniołkowski (Warschau, 20 januari 1997) is een Pools wielrenner die anno 2024 rijdt voor Cofidis.

## Carrière
In 2015 nam Aniołkowski aan het Europees kampioenschap voor junioren. Zijn landgenoot Alan Banaszek werd Europees kampioen, zelf eindigde Aniołkowski op plek 31.
In 2016 werd Aniołkowski prof bij Verva ActiveJet, dat dat jaar voor het eerst een ProContinentale licentie had. Zijn beste prestatie dat seizoen was een vierde plek op het nationale kampioenschap tijdrijden voor beloften, waar winnaar Michał Paluta ruim tweeënhalve minuut sneller was.
Nadat zijn ploeg er aan het eind van 2016 mee ophield, moest Aniołkowski op zoek naar een nieuwe werkgever. In april tekende hij een contract bij Team Hurom. Later die maand stond hij aan de start van de Carpathian Couriers Race, waar hij in twee etappes als vierde finishte. In juni werd hij tweede in het jongerenklassement van de Koers van de Olympische Solidariteit, met een achterstand van bijna vierenhalve minuut op Stefan Kreder.
Na twee seizoenen stapte hij over naar de opleidingsploeg van CCC Team. Namens deze ploeg boekte hij overwinningen in onder andere de Ronde van Roemenië, de Koers van de Olympische Solidariteit en de Ronde van Małopolska. Na twee seizoenen maakte hij de overstap naar Bingoal Pauwels Sauces WB, waar hij eveneens twee seizoenen voor reed. Namens deze ploeg behaalde hij geen overwinningen. In 2023 reed hij bij Human Powered Health, rijdende voor deze ploeg zegevierde hij in de eerste en de vierde etappe van de Ronde van Griekenland. Na één seizoen tekende hij bij Cofidis.

## Overwinningen
2015
4e etappe Coupe du Président de la Ville de Grudziadz
Puntenklassement Coupe du Président de la Ville de Grudziadz
2019
3e en 5e etappe Carpathian Couriers Race
Jongerenklassement Szlakiem Walk Majora Hubala
4e etappe Koers van de Olympische Solidariteit
3e etappe Ronde van Mazovië
Eind- en jongerenklassement Ronde van Mazovië
2e en 5e etappe Ronde van Roemenië
2020
4e etappe Bałtyk-Karkonosze-Tour
Eindklassement Bałtyk-Karkonosze-Tour
3e etappe Koers van de Olympische Solidariteit
Eind- en puntenklassement Koers van de Olympische Solidariteit
1e etappe Ronde van Małopolska
Visegrad 4 Bicycle Race-GP Slovakia
2023
1e en 4e etappe Ronde van Griekenland

## Resultaten in voornaamste wedstrijden
| Jaar | Ronde van Italië | Ronde van Frankrijk | Ronde van Spanje |
| ---- | ---------------- | ------------------- | ---------------- |
| 2020 |                  |                     |                  |
| 2021 |                  |                     |                  |
| 2022 |                  |                     |                  |
| 2023 |                  |                     |                  |
| 2024 | 129e             |                     |                  |
| 2025 |                  |                     |                  |

| Jaar | Gent-Wevelgem | Ronde van Vlaanderen | Parijs-Roubaix | Parijs-Tours |  | WK op de weg |
| ---- | ------------- | -------------------- | -------------- | ------------ |  | ------------ |
| 2020 |               |                      |                |              |  | opgave       |
| 2021 |               |                      |                |              |  | opgave       |
| 2022 | 63e           | 92e                  | 46e            | 112e         |  | 76e          |
| 2023 |               |                      |                |              |  |              |
| 2024 | opgave        | opgave               | 73e            |              |  |              |
| 2025 |               |                      | 45e            |              |  |              |

## Ploegen
- 2016 –  Verva ActiveJet Pro Cycling Team
- 2017 –  Team Hurom (vanaf 4-4)
- 2018 –  Team Hurom
- 2019 –  CCC Development Team
- 2020 –  CCC Development Team
- 2021 –  Bingoal Pauwels Sauces WB
- 2022 –  Bingoal Pauwels Sauces WB
- 2023 –  Human Powered Health
- 2024 –  Cofidis
- 2025 –  Cofidis

Aniołkowski · A.Banaszek · N.Banaszek · Bernas · Bodnar · Charucki · Cieślik · Franczak · Gradek · Hník · Koch · Podlaski · Polnický · Simón · Stachowiak · Staniszewski
Aniołkowski · P. Franczak · W. Franczak · Gutek · Latoń · Matysiak · Migdał · Piaskowy · Sypytkowski · Tomasiak · Warchoł · Sławek (stagiair)
Aniołkowski · Bartkiewicz · Boets · Gutek · Kaczmarek · Kloc · Konieczny · Latoń · Manowski · Piaskowy · Vasyljoek
Aniołkowski · Castrique · De Bie · Dupont · Huys · Livyns · Menten · Mertz · Molly ·Paasschens · Paquot · Peyskens · Rex · Robeet · Suter · Vallée · Vanendert · Venner · L. Wirtgen · T. Wirtgen · De Maeght (stagiair) · Desal (stagiair)
Aniołkowski · Blouwe · De Maeght · Desal · Dupont · Lauk · Livyns · Meens · Menten · Mertz · Molly ·Paasschens · Paquot · Peyskens · Rex · Robeet · Tietema (vanaf 1/2) · Tizza · Venner · Viviani (vanaf 21/3) · L. Wirtgen · T. Wirtgen · Desmarets (stagiair) · Dopchie (stagiair)
Aasvold · Aniołkowski · Banaszek · Bassett · Chrétien · Coté · de Vos · Double · Gibson · Greenberg · Haga · Hecht · Jensen · Joyce · Krul · Lemmen · McGill · Peák · Perry · Schönberger · Svestad-Bårdseng · Van Hoecke · Weemaes
Allegaert · Aniołkowski · Champion · Coquard · De Gendt · Debeaumarché · Elissonde · Fernández · Finé · Fretin · Geschke · Gougeard · Hermans · Herrada · G. Izagirre · J. Izagirre · Knight · Lastra · Mahoudo · Mariault · Martin · Noppe · Oldani · Perez · Renard · Robeet · Thomas · Toumire · Wood · Zingle · Coppens (stagiair) · Gruszczynski (stagiair) · Larmet (stagiair)
Allegaert · Aniołkowski · Aranburu · Buchmann · Carr · Coquard · De Gendt · Debeaumarché · Ferron · Finé · Fretin · Herrada · Izagirre · Izquierdo · Knight · Lastra · Maas · Mahoudo · Maisonobe · Moniquet · Oldani · Ourselin · Perez · Renard · Robeet · Samitier · Teuns · Thomas · Toumire · Touzé